# Eleonora Bernardina von Hessen-Wanfried
Eleonora Bernhardina von Hessen-Wanfried (* 21. Februar 1695; † 14. August 1768 in Wetzlar) war eine landgräfliche Prinzessin und durch Heirat Gräfin von Bentheim.

## Leben

### Herkunft und Familie
Eleonora Bernhardina wurde als Tochter des Landgrafen Karl von Hessen-Wanfried und dessen Gemahlin Alexandrine Juliane von Leiningen-Dagsburg (1651–1703), Witwe des  Landgrafen Georg III. von Hessen-Darmstadt, geboren und wuchs mit ihren Geschwistern
- Wilhelm (1671–1731)
- Friedrich (1673–1692)
- Charlotte Amalie (1679–1722, ⚭ Fürst Franz II. Rákóczi)
- Sophia Leopoldina (1681–1724, ⚭ Philipp Carl Caspar Graf zu Hohenlohe-Barteinstein)
- Maria Anna (1685–1764, ⚭ Daniel von Ingenheim)
- Christina Franziska (1688–1728,  ⚭ Fürst Dominik Marquard zu Löwenstein-Wertheim-Rochefort)
- Christian (1689–1755)
- Juliana Elisabetha (1690–1724, ⚭ Christian Otto Graf von Limburg-Styrum)

auf.

### Wirken
Im Jahre 1701 erhielt Eleonora Bernhardina eine Dompräbende für das Stift Essen und wurde fünf Jahre später zusammen mit ihrer Schwester Juliana Elisabetha in die Todesangstbruderschaft der Essener Jesuiten aufgenommen. Im April 1709 erfüllte sie ihre Residenzpflicht und wurde 1711 Kapitularin. 1715 stiftete sie zwei silberne Figuren der Heiligen Kosmas und Damian.
Sie verließ das Stift und heiratete im Juni 1717 Hermann Friedrich von Bentheim-Bentheim. Er musste altväterliche Schulden übernehmen. Die wirtschaftliche Situation war äußerst angespannt. Hinzu kamen Grenzstreitigkeiten zwischen der Grafschaft Bentheim und dem Hochstift Münster sowie den Regionen Overijssel und Drenthe. Missverständnisse  zwischen Hermann Friedrich und den Bentheimer Ständen hatten zur Folge, dass er 1723 wegen seiner Gemütskrankheit vom Reichshofrat unter Kuratel gestellt und zum Vormund der münsterische Fürstbischof Clemens August von Bayern bestellt wurde. Eleonora Bernhardine gab sich damit nicht zufrieden und beschwerte sich beim Kaiser, blieb jedoch ohne Erfolg.
Sie wurde nach dem Tod ihres Mannes gemeinsam mit dem Grafen Maximilian Ulrich von Kaunitz zum Vormund ihrer beiden Töchter sowie ihres Sohnes Friedrich Karl (1725–1803) bestellt.
1739 wurde auf Anordnung des deutschen Kaisers die Vormundschaft und die Administration durch Münster aufgehoben; Bentheim erhielt seine Souveränität zurück. Friedrich Karl übernahm, nachdem er volljährig geworden war, 1747 die Regentschaft über die Grafschaft Bentheim. Er hatte wenig Glück, denn er musste 1753 seine Herrschaft an Hannover verpfänden. Erst im Jahre 1819 fiel die Grafschaft an die Linie Bentheim-Steinfurt zurück.